# Nestory Irankunda
Nestory "Nestor" Irankunda  (Kigoma, 9 februari 2006) is een Australisch voetballer die bij voorkeur als vleugelspeler speelt. Hij wordt door Bayern München verhuurd aan Grasshopper. In 2024 debuteerde Irankunda voor Australië.

## Clubcarrière
Bayern München haalde Irankunda in 2024 weg bij het Australische Adelaide United. Hij scoorde viermaal in vijftien competitieduels voor Bayern München II, het tweede elftal van de club. In februari 2025 werd hij  verhuurd aan het Zwitserse Grasshopper.
Op 6 juni 2024 debuteerde Irankunda voor Australië tegen Bangladesh met een assist. Vijf dagen later scoorde hij tegen Palestina zijn eerste interlandtreffer.